# Aloe fragilis
Aloe fragilis es una  especie de Aloe nativa de  Madagascar.

## Descripción
Aloe fragilis crece sin tallo o de tallo corto, con muchas cabezas, y formando grandes grupos con  tallos postrados. Las hojas deltoides forman rosetas. Su lámina es de color glauco verde oscuro de 3 a 5 centímetros (raramente a 10 cm) de largo y de 1,5 a 2 cm de ancho. En la superficie de la hoja aparecen muchos puntos. Los dientes blancos  y sólidos de tamaño pequeño, aparecen en el margen de color blanco verdoso. La inflorescencia es simple - rara vez es una rama - de 20 a 60 cm de largo.  Las brácteas son lanceoladas y tiene una longitud de aproximadamente 2 milímetros, y son 1 mm de ancho.  Las flores miden de 20 a 25 milímetros de largo, y su fondo es estrecho.

## Distribución
Es una planta con las hojas suculentas que se encuentra en la Provincia de Antsiranana de Madagascar en lugares secos.

## Taxonomía
Aloe fragilis fue descrita por Lavranos & Röösli y publicado en Cactus and Succulent Journal 66: 5, en el año 1994.
Etimología
Aloe: nombre genérico de origen muy incierto: podría ser derivado del griego άλς, άλός (als, alós), "sal" - dando άλόη, ης, ή (aloé, oés) que designaba tanto la planta como su jugo - debido a su sabor, que recuerda el agua del mar. De allí pasó al Latín ălŏē, ēs con la misma aceptación, y que, en sentido figurado, significaba también "amargo". Se ha propuesto también un origen árabe, alloeh, que significa "la sustancia amarga brillante"; pero es más probablemente de origen complejo a través del hébreo: ahal (אהל), frecuentemente citado en textos bíblicos.
fragilis: epíteto latino que significa "frágil".
Sinonimia
- Aloe capmanambatoensis Rauh & Gerold[8]